# Digonogastra puberuloides
Digonogastra puberuloides är en stekelart som först beskrevs av Myers 1931.  Digonogastra puberuloides ingår i släktet Digonogastra och familjen bracksteklar. Inga underarter finns listade i Catalogue of Life.